# Paranicomia
Paranicomia is een kevergeslacht uit de familie van de boktorren (Cerambycidae). De wetenschappelijke naam van het geslacht werd voor het eerst geldig gepubliceerd in 1959 door Breuning.

## Soorten
Paranicomia omvat de volgende soorten:
- Paranicomia leucoma (Lacordaire, 1872)
- Paranicomia similis Breuning, 1965